# Битка код Теншбреја
Битка код Теншбреја вођена је 28. септембра 1106. године у Нормандији између енглеског краља Хенрија I и нормандијског кнеза Роберта II. Битка је трајала непун час и завршила се потпуном победом Енглеза. 

## Битка
Хенри је упао у Нормандију и опсео место Теншбреј, а Роберт је са својом војском кренуо у деблокаду. Норманђани су били слабији у коњици, а пешадија им је била оскудно наоружана. У таквој ситуацији, Роберт је наредио коњици да сјаше и распореди се испред пешадије. Део Хенријеве коњице такође је сјахао, а остатак се распоредио испред пешадије која је опседала Теншбреј и остала у резерви. Роберт је у почетку имао нешто успеха, али је Хенри упутио његову коњицу против његовог левог бока и позадине и разбио га. Затим му је пешадијским деловима разбио центар и десно крило. 